# Torețk
Torețk (în ucraineană Торецьк; până în 2016, Dzerjînsk, în ucraineană Дзержинськ și până în 1936 Șcerbînivka, în ucraineană Щербинівка) este un oraș situat în partea de est a Ucrainei, în regiunea Donețk. La recensământul din 2001 avea o populație de 43.371 locuitori. Important centru de exploatare a cărbunilor (prima mină din oraș a fost inaugurată în 1860). Industria construcțiilor de mașini, chimică, a materialelor de construcții și alimentară. Înainte de 1938 s-a numit Cerbinovka.
Orașul a fost complet distrus în timpul agresiunii ruse asupra Ucrainei, în urma luptelor grele soldate cu ocuparea teritoriului orașului de către armata rusă.

## Demografie
Componența lingvistică a așezării de tip urban Torețk
     Ucraineană (12,18%)
     Rusă (87,14%)
     Alte limbi (0,68%)
Conform recensământului din 2001, majoritatea populației așezării de tip urban Torețk era vorbitoare de rusă (87,14%), existând în minoritate și vorbitori de ucraineană (12,18%).